# Ковзанярський спорт на зимових Олімпійських іграх 1932
Змагання з ковзанярського спорту на зимових Олімпійських іграх 1932 тривали з 4 до 10 лютого на Олімпійській ковзанці імені Джеймса Б. Шеффілда в Лейк-Плесіді (США). Розіграно 4 комплекти нагород.
Єдиний раз в історії Олімпійських ігор змагання відбулись у форматі мас-старту. А ще, вперше на Олімпійських іграх, відбулись показові змагання серед жінок.

## Чемпіони та призери
| Дисципліна   | Золото            | Срібло                     | Бронза                   |
| ------------ | ----------------- | -------------------------- | ------------------------ |
| 500 метрів   | Джек Ші · США     | Бернт Евенсен · Норвегія   | Александер Герд · Канада |
| 1500 метрів  | Джек Ші · США     | Александер Герд · Канада   | Віллі Лоґан · Канада     |
| 5000 метрів  | Ірвінг Яффе · США | Едді Мерфі · США           | Віллі Лоґан · Канада     |
| 10000 метрів | Ірвінг Яффе · США | Івар Баллангруд · Норвегія | Френк Стак · Канада      |

## Жінки
Змагання жінок на цих Іграх були показовими, тож медалей не вручали. Взяли участь 10 ковзанярок, по п'ять зі США та Канади. Як і в чоловічих змаганнях, забіги відбувались у форматі мас-старту.
| Дисципліна  | 1-ше місце           | 2-ге місце               | 3-тє місце          |
| 500 метрів  | Джин Вілсон · Канада | Елізабет Дюбуа · США     | Кіт Кляйн · США     |
| 1000 метрів | Елізабет Дюбуа · США | Гатті Доналдсон · Канада | Дороті Фрейні · США |
| 1500 метрів | Кіт Кляйн · США      | Джин Вілсон · Канада     | Гелен Біна · США    |

## Країни-учасниці
У змаганнях з ковзанярського спорту серед чоловіків на Олімпійських іграх у Лейк-Плесіді взяв участь 31 спортсмен з 6-ти країн:
- Канада (7)
- Фінляндія (1)
- Японія (4)
- Норвегія (6)
- Швеція (1)
- США (12)

Крім того, 10 спортсменок (по 5 зі США та Канади) взяли участь у показових змаганнях серед жінок.

## Таблиця медалей
Враховано тільки змагання серед чоловіків.
| Місце              | Країна             | Золото | Срібло | Бронза | Загалом |
| ------------------ | ------------------ | ------ | ------ | ------ | ------- |
| 1                  | США                | 4      | 1      | 0      | 5       |
| 2                  | Норвегія           | 0      | 2      | 0      | 2       |
| 3                  | Канада             | 0      | 1      | 4      | 5       |
| Загалом (3 збірні) | Загалом (3 збірні) | 4      | 4      | 4      | 12      |